# Show (пісня)
«Show» (з англ. - "Шоу" ) - пісня російського реп - виконавця Моргенштерна, випущена 17 травня 2021 лейблом Atlantic Records Russia через цифрову дистрибуцію . Є рекламним синглом, приуроченим до виходу четвертого студійного альбому репера Million Dollar: Happiness і одночасно відкриває піснею з цього альбому. Разом із виходом треку відбулася прем'єра музичного відео, в якому Моргенштерн постав в образі циркового клоуна .
Текст до «Show» був написаний самим Алішером Моргенштерном, а за продюсування треку відповідав казахстанський бітмейкер Алішер «Leezey» Абдулкарімов, який записав для репера 15 демо-записів, з яких було обрано лише один. Сингл присвячений головній ідеї творчої філософії артиста — про примітивність репу та становище Моргенштерна як головний «клоун» російської музичної індустрії.
Загалом як сам трек, так і музичний кліп до нього були сприйняті позитивно. Музичні критики та журналісти називали «Show» найкращим треком з альбому Million Dollar: Happiness, який здебільшого був наповнений низькоякісними жартівливими записами. Кліп увійшов до «Топ-10 кліпів року» відеохостингу YouTube, набравши 45 мільйонів переглядів і тим самим посівши 7 місце у списку.

## Створення та реліз
2021 почався для артиста з релізу синглів, записаних спільно з іншими реперами: «Дегенерат (Deluxe)» з блогером Джараховим  , «Рожеве Вино 2» спільно з Yung Trappa  , а також нова версія треку « Я хвиля » з її автором DJ Smash   . Далі був найбільш плідний місяць - травень, за який Алішер Моргенштерн встиг випустити три сингли і два студійні альбоми - дилогію Million Dollar: Happiness і Million Dollar: Business  . Що ж до синглів, то їх Моргенштерн випустив один за одним у проміжок десяти днів: першим став трек « Дуло » - 7 травня - спродюсований давнім товаришем Алішера бітмейкером Slava Marlow і є рекламою комп'ютерної гри War Thunder   ; другий реліз за місяць - " ремікс " на трек " Cristal &amp; Миє ", записаний спільно з Soda Luv, blago white, OG Buda & Mayot, що вийшов 14 травня   . Через три дні після цього відбувся вихід синглу «Show», що передує вихід Million Dollar: Happiness  .
Відповідальним за біт цього разу став казахстанський бітмейкер Алішер «Leezey» Абдулкарімов , відомий співпрацею з репером GONE. Fludd над треком «Дріпсет» з міні-альбому « Суперчуїтс »  . В інтерв'ю для YouTube -передачі «По студіям» Leezey розповів про процес створення музики для треку. Так він зізнався, що десь у середині вересня 2020 року через особисті повідомлення в соціальній мережі Інстаграм отримав пропозицію від Алішера попрацювати разом над треками для його майбутнього альбому. Leezey погодився, і вже надалі відправляв Моргенштерну безліч різних демо-записів через Телеграм . З 15 запропонованих робіт артист вибрав лише одну, біту з тією ж чорновою назвою, що й у кінцевого треку — Show, який Leezey також записав у вересні, невдовзі після початку роботи на Моргенштерна. У квітні Алішер попросив бітмейкера надіслати йому трекаут біта (вихідник)  . Приблизно водночас почалися зйомки кліпу на пісню  .
Текст пісні був написаний самим Алішером Моргенштерном, при цьому сам артист зазначав, що разом із написанням інших пісень з альбому Happiness він зробив це за два дні  . Композицію Моргенштерн присвятив своїй творчій філософії: у тому, що реп — це вкрай примітивний жанр, творити у якому може кожен. Добившись масштабної популярності, визнання в цьому жанрі і заробивши на своїх треках значні суми, Алішер став називати себе «головним клоуном», який виступає на потіху публіці, що виражається в рядках приспіву: «Усі хочуть від мене шоу, всі хочуть — я дам їм шоу . Всі хочуть ще, ще, я хочу нулів на рахунок»     . Подібним темам повністю присвячений альбом Million Dollar: Happiness, для якого трек «Show» став не просто відкриває, а вводить слухача в «курс справи» та тематики платівки   .
17 травня 2021 року Моргенштерн через сторіс у своєму Інстаграмі анонсував вихід нової пісні: «Три треки в чартах одночасно це, звичайно, прикольно, але обмаль, тому сьогодні опівночі ще один». Як і було обіцяно, того ж дня відбувся вихід «Show» на лейблі Atlantic Records Russia через цифрову дистрибуцію . «Show» був рекламним синглом, присвяченим виходу четвертого студійного альбому Алішера, Million Dollar: Happiness , в якому трек став відкриваючим    . Сингл має ту саму обкладинку, що й повноформатний Happiness : на ній на жовтому фоні зображено половину обличчя Моргенштерна в анфас у костюмі клоуна з кліпу «Show». Як пізніше зізнавався артист на інтерв'ю у українського блогера Дмитра Гордона, жовта кольорова гама обкладинки відсилає до третього студійного альбому казахського репера Скриптоніту " Уроборос: Вулиця 36 ", оскільки на думку Алішера "і те, і те - назавжди"  .

### Музичний кліп
Нам відмовили есі держ цирки і Росія, не розумію, чого вони так злякалися. Тим часом ми не здавалися і завалилися нашою веселою командою у приватний цирк [шапіто], де нас із задоволенням прийняли. За 18 годин задекорували, освітлили та зняли кліп. Пишаюся командою - ви величезні молодці!
— Режисер Олександр Романов про процес зйомок.
Прем'єра кліпу відбулася того ж дня, що й вихід синглу. У кліпі Алішер Моргенштерн постав в образі клоуна з червоною перукою та білим гримом , а місцем дії став цирковий тент  , при цьому читаючи текст треку, Алішер попутно «вимучено» радує публіку  і виконує різні «циркові» дії: наприклад, їм стріляють із гармати  . Як за і наступні екранізації треків з дилогії Million Dollar   , за зйомки музичного відео до Show відповідала команда Romanov Production на чолі з самим Олександром Романовим, режисером кліпу. До цього Алішер вже працював зі студією над відео до синглів Дуло і Cristal &amp; Миє  . Романов зазначав, що Алішер прагнув виконувати всі трюки самостійно: «на кліпі Show він хотів летіти замість ляльки, але я його стримав і сказав, що буде веселіше, якщо це буде лялька без штанів… взагалі прокотило, але в кулю з мотоциклістом він все одно поліз»   .
Усі кліпи треків з дилогії Million Dollar об'єднані спільним сюжетом і є продовженням один одного   . Так, кліп на трек «Pablo» продовжує дію кліпу «Show», після того як репером вистрілюють з гармати і він відлітає за межі цирку , а відео на завершальний Million Dollar: Business трек «Я колись піду» закінчує оповідання, згідно з яким Моргенштерн винаходить машину часу і за допомогою неї вирушає в минуле, в часи виходу « Нового Мерина », вбиває версію себе з минулого і займає його місце     . Як і трек, відео «Я коли-небудь піду» завершується першими кадрами та нотами «Show», таким чином «закільцьовуючи» сюжет кліпів та оповідання двох альбомів   . Станом на 6 січня 2022 музичне відео набрало більше 47 мільйонів переглядів  .

## Список композицій
"Show" увійшов до списку "Найкращих треків 2021 року" за версією редакції сайту " ТНТ Music "  . Крім цього композиція також стала однією з найпопулярніших пісень літа за версією музичної стрімінгової платформи Spotify, зайнявши в топі 13 місце, але при цьому поступившись треку Aristocrat з Million Dollar: Business, що закріпився на 8 місці   . Через день з релізу, сингл закріпився на 3 місці чарту " VK Музики " і 8 чарту Apple Music  . Більше того, «Show» стала композицією, що найбільш прослуховується з альбому Million Dollar: Happiness, зайнявши через два дні з моменту виходу студійного альбому друге місце в чарті Apple Music; все це з урахуванням того, що сингл був випущений за три дні до релізу платівки. Другим найпопулярнішим треком з Happiness згідно з чартом став «Pablo», який посів третє місце  .
Володимир Зав'ялов, який представляє сайт « Афіша Daily », назвав «Show» головним треком із альбому Million Dollar: Happiness, проте розкритикував як «Show», так і весь альбом загалом за надмірну передбачуваність: «Алішер запевняє, що дасть нам шоу, — ми сумніваємося »  . У рецензії на альбоми дилогії Million Dollar редактор видання « ТНТ Music » Руслан Тихонов назвав трек «Show» «найкращим моментом першого диска», але незважаючи на це заявив, що сингл «залишав після перегляду відчуття важливої заяви, яка насторожує». На думку Тихонова, кліп на пісню показав Моргенштерна не просто як троля і «головного шоумена Рашки», але як змученого оплесками клоуна, «чиє покликання безперебійно розважати публіку до самого кінця»  .
Музичне відео на Show удостоїлося окремих похвал журналістів. Редакція сайту "ТНТ Music" включили кліп на "Show" у свій список "Кращих кліпів 2021 року", назвавши його найкращим серед екранізацій треків з альбомів Million Dollar: Happiness та Million Dollar: Business  . Увійшов кліп і в «Топ-10 кліпів року» відеохостингу YouTube : набрав на момент 1 грудня 45 мільйонів переглядів «Show» посів 7 місце, поступившись кліпу на рекламний сингл « Дуло », що посів 2 місце з 79 мільйонами переглядів   .

## Позиції у чартах
| Чарт (2021)                           | Вища </br> позиція |
| ------------------------------------- | ------------------ |
| Росія (« ВКонтакте »)                 | 2                  |
| Росія (« Яндекс.Музика »)             | 8                  |
| Росія ( Spotify )                     | 1                  |
| Росія ( Apple Music )                 | 4                  |
| Росія (Apple Music: Москва )          | 3                  |
| Росія (Apple Music: Санкт-Петербург ) | 3                  |
| Росія ( Top YouTube Hits )            | 1                  |
| Росія (« Музика Першого: Лавчарт »)   | 1                  |
| Росія (« Муз-ТВ »)                    | 7                  |
| Росія («Муз-ТВ: Російський чарт»)     | 3                  |